# Nova Redenção
Nova Redenção è un comune del Brasile nello Stato di Bahia, parte della mesoregione del Centro-Sul Baiano e della microregione di Seabra.